# Calea brachiata
Calea brachiata là một loài thực vật có hoa trong họ Cúc. Loài này được (Lag.) DC. mô tả khoa học đầu tiên năm 1836.